# 基爾梅斯山
基爾梅斯山（英語：Mount Quilmes）是南極洲的山峰，位於葛拉漢地的茹安維爾島，處於哈頓灣東北部，由阿根廷探險隊命名，現時由南極條約體系管理。

## 外部連結
- （页面存档备份，存于）

63°14′S 55°37′W / 63.233°S 55.617°W